# Färöisk gås
Färöisk gås är en tamgås från Färöarna som hör till de mest ursprungliga formerna av tamgäss i Europa. Den härstammar från vikingatidens tamgäss från Skandinavien och Storbritannien.
Under vikingatiden kom många norska bosättare till Färöarna och det är troligt att de förde med sig gäss från sin hembygd. Förutom till Färöarna fördes tamgäss också till Orkney- och Shetlandsöarna.
Genom sin isolering på öarna har de färöiska gässen genomgått mindre förändringar än tamgässen i Europa, och dessutom har det utvecklats en speciell "gåskultur" på Färöarna.

## Gammal gåskultur

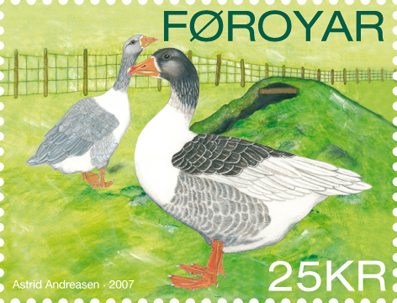
Frimärke från Färöarna.

Då det inte finns några rovdjur på Färöarna har gäss länge varit ett mycket vanligt fjäderfä på gårdarna. Varje gård höll i regel sin egen flock och gässen har länge fått beta fritt på utmarkerna.
Den förnöjsamma gåsen klarade sig hela sommaren på utmarkernas magrare bete. I slutet av hösten drev man samman djuren i inhägnader på inägorna, där de fick beta på slåtterängar av bästa kvalitet och beskaffenhet.
Efter fyra eller fem veckor följde slakten. Gås är ofta en del av en typisk, klassisk julmiddag på Färöarna och gåsens kött har också saltats och torkats likt norsk torrfisk eller rökts på samma vis som vikingatidens mat.